# ARD-Radiofestival
Das ARD-Radiofestival ist das gemeinsame Abendprogramm der ARD-Kulturradios während der Sommermonate von Mitte Juli bis Mitte September. Es wird von den ARD-Kulturradios in Koproduktion und unter wechselnder Federführung realisiert. Die Ausstrahlung dieses Gemeinschaftsprogramms wird mit Einspareffekten und einer im Sommer verminderten Nachfrage der Kulturradios begründet. Kritiker sehen darin eine Einschränkung der programmlichen Vielfalt, weil in nahezu allen ARD-Kulturprogrammen parallel dasselbe Einheitsprogramm ausgestrahlt wird. Es wurde erstmals im Jahr 2009 ausgestrahlt.

## Geschichte
Schon vor der Einführung des Radiofestivals arbeiteten die Kulturwellen der ARD während der Sommermonate besonders intensiv zusammen, um Live-Übertragungen und Aufzeichnungen von ausgewählten Konzerten und Opern bei den zahlreichen klassischen Musik-Festspielen, die während dieser Zeit stattfinden, gemeinsam zu produzieren und untereinander auszutauschen. Insbesondere bringt der Bayerische Rundfunk traditionell die Übertragung der Bayreuther Festspiele, die auch von anderen Kultur- und Klassikwellen der ARD übernommen wird, teilweise live, teils im Abendprogramm. Eine Art Vorläufer des Radiofestivals war das gemeinsame Abendprogramm, das WDR 3 und NDR Kultur über viele Jahre hinweg produziert hatten.
Das ARD-Radiofestival sorgt seit 2009 während der Sommermonate von Mitte Juli bis Mitte September für ein einheitliches Abendprogramm in der Zeit von 20 bis 24 Uhr. Da sich das ARD-Nachtkonzert unmittelbar anschließt, dauert das gemeinsame Programm in dieser Zeit sogar bis in den frühen Morgen des folgenden Tages.
Einige Sendungen wurden von Anfang an in einem eigenen Podcast zum Nachhören bereitgestellt. Im Jahr 2010 gab es erstmals einen Livestream mit einer Bandbreite von 320 kB/s. Seit 2011 können alle Sendungen in der ARD-Mediathek nachgehört werden, auch die klassischen Konzerte.
Das ARD-Radiofestival wurde zunächst im Wechsel von einer ARD-Anstalt gesendet. Die übrigen Kultursender – NDR Kultur, Bremen Zwei, WDR 3, hr2-kultur, SWR2, SR 2 Kulturradio, rbbKultur und MDR Kultur – übernehmen jeweils das gesamte Abendprogramm. Als einzige Anstalt beteiligte sich der Bayerische Rundfunk am ARD-Radiofestival bisher nur auszugsweise. 2011 wurde die Sendung „Nachtmix“ von Bayern 2 am späten Samstagabend im Gemeinschaftsprogramm übernommen. Von 2017 bis 2020 übertrug B5 plus alle Sendungen. Im Jahr 2012 sowie 2019 liegt die Federführung beim Hessischen Rundfunk, das Radiofestival wurde aber nicht nur von einer Anstalt gegeben, sondern im Wechsel von allen beteiligten Kulturprogrammen gestaltet.

## Programm
Die Sendestrecke beginnt mit einem Konzertmitschnitt oder mit der Live-Übertragung eines klassischen Konzerts oder einer Oper. Die ersten Konzerte stammen vom Beethovenfest Bonn sowie von der Eröffnung des Rheingau Musik Festivals, während die Live-Übertragung der Last Night of the Proms aus London, bis 2015 kommentiert von Rolf Seelmann-Eggebert, zum Abschluss des letzten Abends gesendet wird.
Eine Lesung schließt sich an. Im Jahr 2009 wurde die Lesung der Buddenbrooks von Gert Westphal als Wiederholung aus den ARD-Programmen gesendet. Im darauffolgenden Jahr Bel-Ami, gelesen von Christoph Bantzer. 2011 wurden Lesungen verschiedener autobiographischer Texte von Thomas Bernhard gebracht (Ein Kind, Die Ursache, Der Atem), danach Beiträge zeitgenössischer deutschsprachiger Schriftsteller, die speziell für das ARD-Radiofestival geschrieben worden waren und die von den Autorinnen und Autoren selbst gelesen wurden, unter ihnen Zsuzsa Bánk, Sibylle Berg, Marica Bodrožić, Katharina Hacker, Patrick Hofmann, Steffen Kopetzky, Tanja Langer, Thomas Pletzinger, Gregor Sander, Benjamin Stein, Ilija Trojanow, Alissa Walser und Judith Zander.
In den folgenden Jahren waren als Lesung zu hören:
- 2012 u. a. Milan Kundera: Der Scherz (25 Folgen, gelesen von Ulrich Matthes)
- 2013 u. a. Robert Musil: Der Mann ohne Eigenschaften (25 Folgen, gelesen von Wolfram Berger)
- 2014 Joseph Roth: Radetzkymarsch (36 Folgen, gelesen von Werner Kreindl)
- 2015 Günter Grass: Beim Häuten der Zwiebel (35 Folgen, gelesen vom Autor)
- 2016 John Williams: Augustus (40 Folgen, gelesen von Christian Redl u. a.)
- 2017 Ingo Schulze: Peter Holtz. Sein glückliches Leben erzählt von ihm selbst (39 Folgen, gelesen vom Autor)
- 2018 Nino Haratischwili: Die Katze und der General (39 Folgen, gelesen von Valery Tscheplanowa, Torben Kessler, Peter Kaempfe, Luana Velis)
- 2019 Rafik Schami: Die geheime Mission des Kardinals (40 Folgen, gelesen von Udo Schenk und Jürgen Tarrach)

Im Jahr 2009 wurden historische „Radiodokumente aus 60 Jahren“ aus dem Deutschen Rundfunkarchiv zusammengestellt. Diesen Sendeplatz füllt seit dem Jahr 2010 ein halbstündiges Interview mit bekannten Persönlichkeiten aus Kultur, Wissenschaft und Politik. Am Sonntagabend stehen historische Hörspiele auf dem Programm, 2010 unter dem Motto „Große Stimmen“.
Der Abend endet mit einer Jazz-Sendung.